# جزيرة حرمل

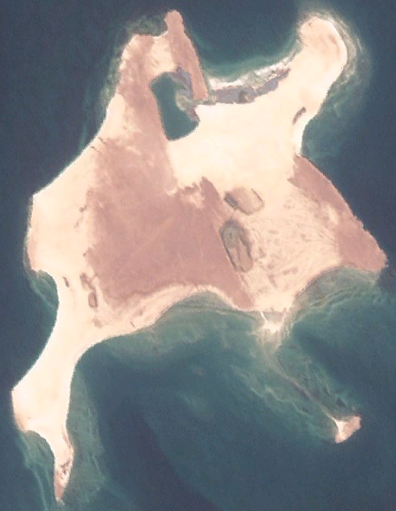
جزيرة حرمل (منظر قمر صناعي)

حرمل هي جزيرة مأهولة في إريتريا. وهي جزء من أرخبيل دهلك. يخدم السكان في البحرية الإريترية الذين لديهم موقع صغير في الجزيرة. تتكون البؤرة الاستيطانية من سلسلة أكواخ دائرية أفريقية تقليدية ومباني أخرى مبنية من الأخشاب ومواد أخرى موجودة على شواطئ الجزيرة.
تقوم البحرية الإريترية بتشغيل البؤرة الاستيطانية لمراقبة المياه المجاورة للزوار أو السفن الأجنبية غير المرغوب فيها. يقومون بدوريات في المياه المحيطة بالجزيرة باستخدام المراكب الشراعية والزوارق. يقضي أفراد القوات 4-6 أشهر في الجزيرة مع الاتصال الوحيد بالعالم الخارجي من خلال راديو متوسط التردد إلى مقرهم جنوب مصوع على بعد أكثر من 60 ميلاً.
الجزيرة نفسها هي صحراء مع القليل من الغطاء النباتي ولكن القوات هناك تحافظ على قطعان الأبقار والماعز. بسبب انخفاض مستوى الأرض، يمكن أن تكون الرياح التي تهب عبر الجزر شديدة.